# Emmanuel Krontiris
Emmanuel Krontiris (Hannover, 1983. február 11. –) görög származású német labdarúgó, a Germania Halberstadt csatára.